# Olympische Sommerspiele 1952/Teilnehmer (Ceylon)
| Gelbes Symbol für Goldmedaillen mit stilisierten Olympischen Ringen | Graues Symbol für Silbermedaillen mit stilisierten Olympischen Ringen | Braundes Symbol für Bronzemedaillen mit stilisierten Olympischen Ringen |
| ------------------------------------------------------------------- | --------------------------------------------------------------------- | ----------------------------------------------------------------------- |
| —                                                                   | —                                                                     | —                                                                       |

Ceylon, das heutige Sri Lanka, nahm an den Olympischen Sommerspielen 1952 in der finnischen Hauptstadt Helsinki mit fünf männlichen Sportlern an sieben Wettbewerben in vier Sportarten teil.
Nach 1948 war es die zweite Teilnahme eines ceylonesischen Teams an Olympischen Sommerspielen.

## Teilnehmer nach Sportarten

### Boxen
Fliegengewicht (bis 51 kg)
- Leslie Handunge
1. Runde: 2:1-Sieg durch Punktrichterentscheidung gegen Jesús Tello aus Mexiko
2. Runde: 0:3-Niederlage durch Punktrichterentscheidung gegen Dai Dower aus Großbritannien

Leichtgewicht (bis 60 kg)
- Basil Henricus
1. Runde: gegen Bobby Bickle aus den USA durch technischen K. o. ausgeschieden

### Leichtathletik
Hochsprung
- Nagalingam Ethirveerasingham
Qualifikation, Gruppe A: mit einer übersprungenen Höhe von 1,84 m (Rang 14, Gesamtrang 29) nicht für das Finale qualifiziert
1,70 m: gültig, ohne Fehlversuch
1,80 m: gültig, zwei Fehlversuche
1,84 m: gültig, ohne Fehlversuch
1,87 m: ungültig, drei Fehlversuche

### Schwimmen
100 m Freistil
- Geoffrey Marks
Vorläufe: in Lauf 8 (Rang 7) mit 1:04,1 min nicht für die Halbfinalläufe qualifiziert

400 m Freistil
- Geoffrey Marks
Vorläufe: in Lauf 1 (Rang 6) mit 5:15,2 min nicht für die Halbfinalläufe qualifiziert

1500 m Freistil
- Geoffrey Marks
Vorläufe: in Lauf 6 (Rang 5) mit 20:59,4 min nicht für das Finale qualifiziert

### Wasserspringen
Kunstspringen 3 m
- Allan Smith
Finale: 55,00 Punkte, Rang 31
1. Sprung: 08,85 Punkte, Rang 30
2. Sprung: 08,84 Punkte, Rang 25
3. Sprung: 11,21 Punkte, Rang 17
4. Sprung: 06,36 Punkte, Rang 32
5. Sprung: 11,00 Punkte, Rang 22
6. Sprung: 08,74 Punkte, Rang 28